# テチョン駅
テチョン駅（テチョンえき）は大韓民国ソウル特別市江南区逸院洞にある、ソウル交通公社3号線の駅。駅番号は347。
駅名は周辺地域の古い地名「大庁村/대청마을」に由来するものだが、当駅の漢字表記は定められていない。

## 駅構造
ホーム階は地下3階にあり、相対式ホーム2面2線を有している。保安用にホームドアシステム（フルスクリーンタイプ）を装備する。
改札階は地下2階にあり、吹き抜け構造となっている。改札口は両方とも上下ホーム別々に設置されており、改札内でのホーム間の移動はできない。化粧室は地下1階改札外にある。
エレベーター完備。出入口は1番から8番までの計8ヶ所ある。
なお、当駅の真下に盆唐線が交差しているが、他に水西駅・道谷駅で3号線と盆唐線が乗り換えられるため、盆唐線のホームが設置され乗換駅になる予定はない。

### のりば
- 案内上ののりば番号は設定されていない。

| ホーム | 路線  | 行先                                      |
| ------ | ----- | ----------------------------------------- |
| 上り   | 3号線 | 高速ターミナル・鍾路3街・旧把撥・大化方面 |
| 下り   | 3号線 | 水西・可楽市場・警察病院・梧琴方面        |

## 利用状況
近年の一日平均利用人員推移は下記のとおり。
| 路線  | 路線     | 2000年 | 2001年 | 2002年 | 2003年 | 2004年 | 2005年 | 2006年 | 2007年 | 2008年 | 2009年 | 出典  |
| ----- | -------- | ------ | ------ | ------ | ------ | ------ | ------ | ------ | ------ | ------ | ------ | ----- |
| 3号線 | 乗車人員 | 11,962 | 12,372 | 12,365 | 11,705 | 10,775 | 10,790 | 10,645 | 10,451 | 10,602 | 10,696 | [ 1 ] |
| 3号線 | 降車人員 | 11,121 | 11,278 | 11,400 | 11,005 | 10,043 | 10,050 | 9,886  | 9,662  | 9,501  | 9,521  | [ 1 ] |
| 3号線 | 乗降人員 | 23,082 | 23,650 | 23,765 | 22,710 | 20,818 | 20,839 | 20,532 | 20,113 | 20,103 | 20,218 | [ 1 ] |
| 路線  | 路線     | 2010年 | 2011年 | 2012年 | 2013年 | 2014年 | 2015年 |        |        |        |        | [ 1 ] |
| 3号線 | 乗車人員 | 11,678 | 11,803 | 11,706 | 11,728 | 11,575 | 10,911 |        |        |        |        | [ 1 ] |
| 3号線 | 降車人員 | 10,358 | 10,377 | 10,275 | 10,330 | 10,204 | 9,717  |        |        |        |        | [ 1 ] |
| 3号線 | 乗降人員 | 22,036 | 22,180 | 21,981 | 22,058 | 21,779 | 20,627 |        |        |        |        | [ 1 ] |

## 駅周辺
- 逸院2洞
- 大進初等学校
- 炭川下水処理場
- 逸院治安センター
- 三星アパート
- 大庁公園
- 大庁初等学校
- 逸院1洞
- 中東高等学校
- 永禧初等学校
- 逸院初等学校
- 現代アパート
- 宇成アパート
- 大宇アパート
- 公務員アパート
- 逸院2洞住民センター
- 夏祥障害者総合福祉館
- 開院中学校
- ソウル水西警察署
- 江南総合社会福祉館
- ソウル特別市都市開発公社
- 大峙アパート
- 大庁アパート

## 歴史
- 1993年10月30日 -  ソウル特別市地下鉄公社3号線（当時）の駅として開業。
- 2005年1月1日 - ソウル特別市地下鉄公社がソウルメトロに改称。

## 隣の駅
ソウル交通公社
 3号線
ハンニョウル駅 (346) - テチョン駅 (347) - 逸院駅 (348)